# Priscilla Buxton
Priscilla Buxton (25 de febrero de 1808 - 18 de junio de 1852) fue una abolicionista de la esclavitud británica. Fue una de las secretarias de la Sociedad Antiesclavista Femenina de Londres. En 1833 se presentó al parlamento una petición de 187.000 firmas de mujeres para poner fin a la esclavitud. Los dos primeros nombres fueron de Amelia Opie y Priscilla Buxton.

## Biografía
Buxton nació en Earlham Hall en Norfolk en 1808. Sus padres fueron Hannah Gurney y Thomas Fowell Buxton, primer baronet. Su tía materna era Elizabeth Fry y su tío era Joseph John Gurney.
Buxton sirvió como asistente especial de su padre mientras dirigía la campaña para acabar con la esclavitud en las colonias británicas. También ayudó a organizar la ayuda para el trabajo misionero educativo en África. No era la sirvienta de su padre, se notaba que no solo resolvía los problemas, sino que los anticipaba e identificaba.
En 1832 Buxton se convirtió en la cosecretaria de la Sociedad Antiesclavitud Femenina de Londres. No pudo unirse a la Sociedad Antiesclavista, a pesar de que fue fundada por su padre, ya que únicamente los hombres podían ser miembros. Podía oír a su padre hablar en el parlamento pero únicamente con la condición de que lo oyera a través de un conducto de ventilación. A los votantes (y otros hombres) se les permitía asistir a las sesiones del Parlamento. Las mujeres podían presentar peticiones y Buxton fue una de las primeras de las 187.000 que ayudó a organizar en 1833 la campaña contra la esclavitud. La petición requirió de dos personas para llevarla, fue la mayor petición abolicionista de la historia y fue objeto de risas en el Parlamento.
Buxton se casó con el político escocés Andrew Johnston que era un aliado de su padre. Johnston se había presentado a las elecciones generales del Reino Unido de 1832 donde se convirtió en el diputado del distrito de St Andrews de Burghs. Eligieron casarse el 1 de agosto de 1834, que fue el día en que la mayoría de los esclavos del Imperio británico fueron liberados legalmente. Tuvieron cuatro hijos. Fueron padres del diputado Andrew Johnston y abuelos del diseñador Edward Johnston (hijo de su hijo menor Fowell Buxton Johnston).
Su marido y su padre perdieron sus escaños en las elecciones de 1837. Ella y Andrew fueron a Fife y luego regresaron al sur donde Andrew consiguió un trabajo en el Gurney's Bank. Priscilla murió en 1852.

## Legado

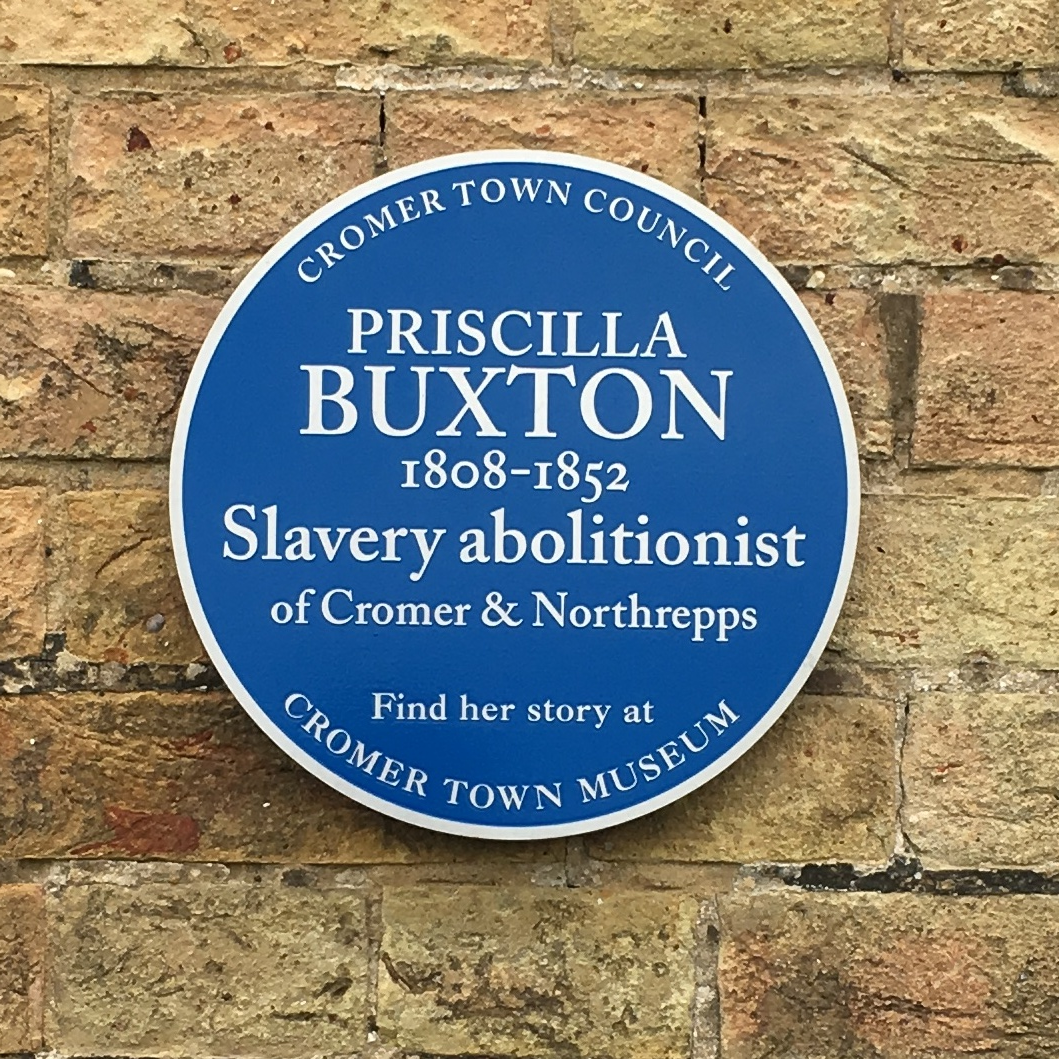
Placa en Cromer

Buxton tiene una placa puesta por el ayuntamiento de Cromer que anuncia su museo. El diario y las cartas de Buxton fueron publicadas en 1862.